# Ádám almái (film)
Az Ádám almái (eredeti cím: Adams æbler, nemzetközi forgalmazásban használt cím: Adam's Apples) 2005-ben bemutatott dán-német feketekomédia. Rendezője és írója Anders Thomas Jensen, a főbb szerepekben Ulrich Thomsen, Mads Mikkelsen, Nicolas Bro, Ali Kazim és Paprika Steen láthatóak. A történet egy közmunkára ítélt neonáciról szól, akinek büntetését egy hitbuzgó és az élet negatív eseményeit teljesen figyelmen kívül hagyó pap közösségében kell letöltenie, és a kettejük közötti erősen konfliktusos viszony rövidesen az Isten és az Ördög közötti harc különös metaforájává válik.

## Történet
Adamot, a neonáci skinheadet közmunkára ítélik, és Ivan Fjelstedt pap temploma és parókiája lesz az ideiglenes otthona. Gunnar, a bukott teniszezőből lett kleptomán alkoholista és Khalid, a benzinkutakat kirabló arab bevándorló ugyancsak itt él hosszú idő óta. Adamnak feladatot kell választania, és ő azt tűzi ki célul, hogy a kerti almafa gyümölcseiből augusztus elsejéig almáslepényt fog sütni. Azonban rövidesen a fát a természet különböző csapásai kezdik érni. Ivanról kiderül, részben Gunnar, részben a város cinikus orvosa, Kolberg doktor által, hogy igen tragikus eseményeket élt már át, azonban mindent betud az Ördög gonoszságának. Adam elhatározza, hogy megtöri Ivant azzal, hogy elhiteti vele: valójában Isten van ellene.

## Cselekmény
|  | Alább a cselekmény részletei következnek! |

Adamot, a neonácit három hónap közmunkára ítélik, amit egy tágas kerttel körülvett templomban, Ivan Fjelstedt tiszteletes felügyelete alatt kell eltöltenie. A pap lelkesen fogadja a buszról leszálló kopaszt, majd autóval a templomhoz mennek. A kertben megmutatja neki büszkeségüket, a bő termést hozó almafát, majd ad is egyet a gyümölcsből pártfogoltjának. A templomban bemutatja neki Gunnart, a szexuális erőszaktevő alkoholistát, valamint Khalidot, az arab bevándorlót, aki folyamatosan Statoil benzinkutakat rabolt ki korábban. Gunnar és Khalid már hosszú ideje itt élnek, a kötelező büntetésük letöltése után is maradtak. Hozzájuk hasonlóan Adamnak is választania kell egy feladatot, és a neonáci gúnyosan azt feleli, almáslepényt akar sütni, a kertben termő almákból. Ivan remek ötletnek találja, így tehát Adam feladata lesz a fa gondozása és egy lepény elkészítése augusztus elejéig. A skinhead az eligazítás után el is foglalja a szobáját, kitűzi Adolf Hitler portréját a falra. Ivan még odaadja neki a Bibliát.
A másnapi misén Adam felfigyel egy Poul nevű öregemberre, aki láthatóan kényelmetlenül érzi magát a templomban. Gunnar az istentisztelet után elmondja Adamnak, hogy Poul fiatalon egy náci koncentrációs táborban dolgozott fegyveres őrként, és emiatt nyolcvanhat éves korára már nem tud nyugodni a múltja miatt. Aznap éjjel a túlsúlyos alkoholista betör Adam szobájába és megpróbálja ellopni néhány értéktárgyát, de Adam felébred és megüti őt. Másnap reggel Ivan felfedezi, hogy a varjak megtámadták az almafát. A pártfogoltjaival tanakodni kezdenek, mivel tudnák elzavarni a madarakat. Végül Adam felállít egy madárijesztőt a fa elé. Egy kétségbeesett nő, Sarah érkezik a paphoz, hogy tanácsot kérjen: alkalmi viszonya volt egy indonéz férfival, várandós lett tőle, majd a terhesség első szakasza alatt folyamatosan ivott, ezért az orvosa szerint nagyon nagy esélye van annak, hogy a gyermek fogyatékos lesz. Ivan azt mondja a nőnek, hogy az ő gyermeke kapcsán is azt jósolták az orvosok, hogy nagy eséllyel sérült lesz, mégis teljes életet él. Ezért azt tanácsolja a nőnek, hogy ne vetesse el a születendő gyermekét. Aznap éjjel a madarak tovább dézsmálják a fát, és a madárijesztőt is megtépázzák. 
Másnap reggel Adam megégeti a kezét a bekapcsolva hagyott tűzhellyel. A közeli város kórházába megy, ahol egy orvos ellátja a sérülését. Az orvos, Kolberg jól ismeri Ivan történetét: az anyja meghalt a születésekor, az apja pedig rendszeresen ütötte-verte a fiút és a nővérét, valamint rendszeresen megerőszakolta őket, mígnem el nem vitték. A templomkertben Ivan azt mondja Adamnak, hogy a fát terrorizáló madarak és a bekapcsolva hagyott sütő valójában jelek: a Sátán nem akarja, hogy lepényt süssenek, és próbára teszi Adamot, hogy magához tudja-e csábítani. Mikor Adam azzal fenyegetőzik, hogy megveri a "részeges disznó" Gunnart, amiért bekapcsolva felejtette a sütőt, a pap elmondja, hogy Gunnar fiatalon Dánia legjobb teniszezője volt, mígnem egyszer a vonalbíró az egyik labdáját tévesen kint látta, és vesztett a meccsén, ezután elindult lefelé a lejtőn. Adam ezután szembesíti Ivant azzal, hogy Gunnar és Khalid semmit sem változott, hiszen az arab férfi kabátjában egy sísapkát és tizenhétezer koronát talált, tehát vélhetően továbbra is benzinkutakat rabol. Ivan folyamatos jólelkűsége azonban felidegesíti, ezért megveri a papot. A neonáci ezután távozna, de észreveszi, hogy Gunnar megint eltulajdonította a holmijait. Mikor visszaszerzi őket, és ismét megfenyíti az alkoholistát, Ivan benyit az ajtón és azt mondja, a baleseti sebészetre megy, Adamot pedig megkéri, hogy gondolkodjon a madarak elűzésén.
A templomkerthez közeli réten Adam találkozik Holgerrel, a neonáci-banda egyik tagjával, aki ad neki egy fegyvert. Adam elteszi a pisztolyt, azonban nem az motiválja, hogy megölje a papot, hanem meg akarja törni: megmutatni, hogy nem az Ördög teszi őket próbára. Visszabiciklizik a templomhoz, ahol a többiek most is a varjak elűzésén gondolkodnak. Adam előveszi a pisztolyát, mire Ivan azt javasolja, hogy próbálja meg azzal leszedni a madarakat. Khalid azonban gyorsabb, ő is előveszi az eddig rejtegetett fegyverét, és lelövi a varjakat, Gunnar macskájával, Lamberttel együtt. Míg folytatja a madarak lemészárlását, Gunnar Adammal beszélget a konyhában, és elmondja, hogy Khalid azért rabolja ki a Statoil benzinkútjait, mert szerinte ellopták az apja földjét az olajkitermelés miatt. Egyúttal elmondja azt is, hogy közeledik Ivan felesége halálának évfordulója: az asszony bevett egy nagy adag pirulát és öngyilkos lett, mert a fiuk súlyos fogyatékossággal született, mozogni sem tud. Ivan aznap este azt javasolja Adam felvetésére, hogy nem veszi komolyan az ellenségeit, hogy másnap látogassák meg a már haldokló Poul Nordkapot a kórházban. Ezt meg is teszik, az öregember pedig most már halálos félelemmel tölti az óráit, mivel folyamatosan az jár a fejében, milyen szörnyűségekben működött közre fiatalkorában. Ivan azt feleli, hogy ahogy mindenre létezik bocsánat, így erre is. Poul őrült embernek nevezi a papot, majd meghal. Hazafelé kocsikázva, Ivan azt mondja Adamnak, hogy felesége halála egy baleset volt, mert a fia, Christoffer, gyógyszereket rakott a cukorkás táljába. A pap megígéri a kétkedő Adamnak, hogy másnap behozza a templomba a fiát.
Ezt meg is teszi, azonban a fia csakugyan mozdulatlanul ül a kerekesszékében, és mindenhová Gunnar és Khalid mozgatja. Ivan azonban továbbra sem vesz tudomást erről, meg van győződve arról, hogy Christoffer teljesen egészséges. Adam ekkor szembesíti Ivant az összes családi traumával, ami körülötte történt, mire Ivan egyik füle furcsán vérezni kezd, ezután elvonul a templomba. Adam utána megy, azobban ismét felidegesíti a pap beteges optimizmusa, ezért leüti és elviszi a kórházba. Kolberg elmondja, hogy Ivan hosszú ideje rákos, hatalmas agydaganata van, és már régen meg kellett volna halnia, valamiért azonban mégis életben van. Az orvos szerint Ivan minden negatív történést az életében az Ördög próbatételének titulál, ezeket úgy fogja fel, hogy az Ördöggel vívott harcának része. Mindezt azért, mert nem akar megőrülni, és mert le akar tagadni minden betegséget és szörnyűséget a világképéből. A fülvérzés, feltevése szerint, annak a jele, ha a papot valami túlzottan mélyen érinti, lévén néhány éve, a nővére halálakor szintén ugyanez a jelenség állt elő. Adam kérdésére, hogyha megértetné a valóságot Ivannal, akkor a pap meghalna-e, Kolberg igenlő választ ad. A hazavezető úton Ivan azt mondja Adamnak, hogy fel kell adnia a harcot, lévén Isten mellette áll. A templomban Gunnar azzal fogadja őket, hogy a sütő tönkrement, és hogy Sarah a dolgozószobájában vár rájuk. A nő teljesen dühös és kétségbeesett, mert rájött, hogy Christoffer valójában teljesen béna. Sarah inni kezd Gunarral, és már nem érdekli a terhessége, eközben Ivan beszerez egy új sütőt.
A templomkertben az almafát újabb csapás éri, a gyümölcsök tekintélyes részét megtámadták a férgek. A fát vizsgáló Adamot titokban lefényképezi a még mindig a templom körül kémlelő Holger. Miközben viharfelhők lepik el az eget, Adam a szobájában leejti a földre a Bibliát, mely – immár sokadik alkalommal – Jób könyvénél nyílik ki, ezért elolvassa. Másnap elbúcsúztatják Poul Nordkapot, hamarosan pedig ismét ellepik az eget a viharfelhők. Adam felkeresi Ivant, és elmondja, hogy szerinte nem az Ördög műveli velük a sok szerencsétlenséget, hanem Isten van ellenük, mert valójában gyűlöli Ivant. Összefoglalja neki Jób történetét, és összehasonlítja a szenvedéseit az Ivan életében megtörtént traumákkal, és azt mondja, Isten nem az ő oldalán áll, hanem meg akarja ölni Ivant. Ivan füle ismét szapora vérzésbe kezd, majd mikor megkérdi Adamot, miért teszi ezt vele, a neonáci csak annyit felel: "mert gonosz vagyok, és ezen nem változtathatsz". Ivan vérben úszva terül el a padlón. Aznap éjjel kitör a vihar: egy villám belecsap az épületbe és elektromos túlfeszültséget okozva tönkreteszi az új sütőt is. Adam bemegy a sötét templomba a még mindig eszméletlen Ivanhoz, mire a vihar még erősebbé válik, feltépi az épület ajtajait és egy villámmal megsemmisíti a kerti almafát. Miközben a gyümölcsfa lángolva hever a földön, Adam felnyalábolja Ivant és a kórházba viszi. Kolberg azt mondja, hogy maximum négy hete lehet hátra az életéből, de már sosem lesz régi önmaga a pap. Adam célja tehát sikerült, lerombolta a pap belső világát, azonban mégsem érez elégedettséget.
A templomban Ivan már megtörten mondja fiának, Christoffernek, hogy Isten mindig is gyűlölte őket. Ivan gyűlést hív össze a templomban, és elmondja, hogy haldoklik, nincs sok ideje már hátra. Azt tanácsolja, használják azt, amit már megtanultak tőle, majd szomorúan távozik. Gunnar, Sarah és Khalid szintén összetörten távoznak, magára hagyva Adamot. Nem sokkal ezután megérkezik Adam neonáci bandájának három tagja, akik értetlenül látják, hogy Adam a bevándorló Khaliddal közösen vizsgálja az almafa maradványát. Esben, az új bandavezér a nagydarab Jörgent arra utasítja, hogy verje meg Khalidot, de az arab a kézifegyverével kettejüket is meglövi, és a neonácik bosszút esküdve távoznak. Khalid ezután elhatározza, hogy elhagyja Dániát. Adam újra megpróbál beszélni Ivannal, de a pap már csak katatón állapotban bámulja a keresztre feszített Jézust a templomban, és nem érdeklik a körülötte zajló dolgok. Adam észreveszi a folyosón ténfergő, vaskosan részeg Gunnart, majd benyit a szobájába, ahol megtalálja a megkötözött, részegen alvó Saraht Gunnar ágyán. Ezután a két férfi csatlakozik Khalidhoz egy távoli Statoil benzinkút kirablásában, azonban Adam előremegy a szükségletei elintézésére hivatkozva, ám valójában arra biztatja az eladókat, hogy a hátsó ajtón át meneküljenek el az üzletből. Tekintélyes mennyiségű pénzt és némi élelmiszert zsákmányolnak, illetve Adam elviszi a kompakt sütőjüket. Másnap reggel Adam dühösen fedezi fel, hogy Sarah megette a fáról megmaradt hét darab almát, illetve ekkorra visszatér a skinheadbanda is, most már teljes létszámmal. Adam a templomba küldi Khalidot, majd Jörgen és Esben megveri a volt bandavezért, amiért az útjukba állt. Ivan kijön a templomból és arra kéri az embereket, hogy távozzanak innét. Miközben megpróbálja elvenni Esben pisztolyát, a fegyver véletlenül elsül, és a bal szemén keresztül átlövi a pap koponyáját. Ivan kórházba kerül, és Kolberg most már biztos benne, hogy ezt nem fogja túlélni.
Khalid a templom halottaskocsijával távozik. Gunnar bekopog Adamhoz és odaadja neki az egyetlen megmaradt almát, amit korábban Adam a hűtőben tárolt, és egy alkalmas pillanatban eltulajdonította. Adam a benzinkútról elhozott sütőben megsüt egy apró lepényt a gyümölcsből, és a kórházba megy vele, ahol meglepve látja, hogy Ivan ágya üres. Az igen zaklatott és frissen felmondott Kolberg elmondja Adamnak, hogy Ivan felkelt az ágyából és lement a kertbe: a golyó ugyanis kiszakította az agyából a daganatot, a pap immár teljesen egészséges. Ivan jókedvűen fogadja a kertben Adamot, és megeszik az elkészült lepényt. 
Egy idő elteltével Sarah gyermeke megszületik, és az Ivan Lambert Andersen nevet kapja. Gunnar és Sarah immár egy párként a kicsivel együtt Indonéziába költözik, de előtte még Ivan megkereszteli a kisfiút. Adam hivatalosan is a tiszteletes segédjévé válik, és újra bozontos, szőke haja nő, Ivan arcsérülései és a bal szeme pedig teljesen helyreáll, legalábbis a saját látásmódja szerint. A plébánia közösségébe két újabb, problémás illető érkezik Arne és Nalle személyében. Bár a réten való találkozáskor a bűnözők hasonlóan ridegen és gorombán fogadják Ivant, mint a történet elején Adam, végül beszállnak az autójába, és elindulnak a templomba.
|  | Itt a vége a cselekmény részletezésének! |

## Szereposztás
| Szerep            | Színész              | Magyar hang      | Leírás |
| ----------------- | -------------------- | ---------------- | --- |
| Adam Ole Pedersen | Ulrich Thomsen       | Epres Attila     | Neonáci bandavezér, akit tizenkét hét közmunkára ítélnek, és azt Ivan, a szinte bolondot idézően jólelkű pap közösségében kell letöltenie. A történet során igen erős jellemfejlődésről tesz tanúbizonyságot, a kezdeti nemtörődöm és gonosz emberből a történet végére egy alapvetően jószándékú személlyé válik. |
| Ivan Fjelstedt    | Mads Mikkelsen       | Holl Nándor      | Pap, aki a gyermekkorában és a felnőttkorában elszenvedett traumákról nem vesz tudomást, úgy gondolja, mindez amiatt történt vele, mert az Ördög próbára akarja őt tenni. Optimizmusa és életereje csak akkor törik meg, amikor Adam szembesíti azzal, hogy valószínűleg Isten akar ártani neki. A mentoráltja pálfordulásával azonban Ivan egészsége is helyreáll.                                                                 |
| Gunnar Andersen   | Nicolas Bro          | Schneider Zoltán | Egykoron Dánia legsikeresebb teniszjátékosa volt, azonban egy bírói tévedés folytán elvesztett egy meccset, és azt követően folyamatos lejtmenetbe került. Alkoholista és kleptomán lett, valamint gyakorta nőket rabolt el és erőszakoskodott velük. Ivan felügyelete alatt, bár alkohol- és lopásmániáját nem hagyja el, sokkal stabilabbnak érzi az életét. Szakácsképessége is megmutatkozik.                                   |
| Khalid            | Ali Kazim            | Barát Attila     | Szaúd-Arábiából származó ember, aki úgy hiszi, a Statoil annak idején ellopta az apja földjét, ezért bosszúéhesen ki akarja rabolni a vállalat benzinkútjait. Fegyverét mindig magánál tartja, és akkor is hajlandó használni, ha csak veréssel fenyegetik meg. Ivan tartotta egyedül az országban, a pap látszólagos halálát követően távozik Dániából.                                                                            |
| Sarah Svendsen    | Paprika Steen        | Fehér Anna       | Korábban a Természetvédelmi Világalap munkatársa volt, és egy indonéz férfival folytatott alkalmi viszonya miatt terhes lett, azonban rendszeres ivása miatt a gyermekénél a fogyatékosság nagyfokú lehetőségét állapította meg az orvosa. Bár egyszeri tanácsért jött Ivanhoz, végül ő is a közösség tagja marad, és a szintén iszákos Gunnar oldalán megtalálja a boldogságot.                                                    |
| Doktor Kolberg    | Ole Thestrup         | Bácskai János    | A közeli kórházban dolgozó orvos, aki döbbenten és egyben cinikusan figyeli, ahogy a vallási erők felülírják a normál orvostudomány által támasztott jelenségeket. Jól ismeri Ivan múltját, és azt is, hogy az Istenbe vetett hite miatt marad minden betegség és sérülés ellenére életben, mégis döbbenten figyeli meg, hogy a leghalálosabb sérülésből is képes regenerálódni.                                                    |
| Poul Nordkap      | Gyrd Løfquist        | Versényi László  | Nyolcvanhat éves öregúr, akit kirázott a hideg a templomban, és a vécéhasználatra hivatkozva igyekezett mindig idő előtt távozni a miséről. Ennek oka, hogy fiatal korában fegyveres őrként dolgozott egy náci koncentrációs táborban, és nem képes elszámolni a lelkiismeretével. Halálos ágyán fekve, utoljára Ivannal beszél, akit őrültnek nevez, mivel a pap szerint létezik bocsánat még egy ilyen súlyos vétségre is.        |
| Christoffer       | Emil Kevin Olsen     | nem szólal meg   | Ivan kisfia, aki sérülten született, képtelen mozogni és beszélni, és kerekesszékkel kell őt mozgatni mindenhová. Ivan nem akar erről tudomást venni, az ő elméjében Christoffer életvidám és mozgékony kisgyerekként él, aki mindennap a kertben fogócskázik, és akaratán kívül ő okozta édesanyja halálát azzal, hogy sárga gyógyszer-tablettátakat rakott a cukorkás táljába, amiket az asszony tévesen sárga M&M-eknek gondolt. |
| Esben             | Lars Ranthe          | Bor László       | A neonáci banda vezetője Adam közmunkára ítélése után. Elsőre kiszúrja a bevándorló Khaldiot és először csak a megverését, később majd a halálát akarja. Értetlenül áll Adam személyiségváltozása előtt, és nem fél megveretni az ex-bandafőnököt sem. Akarata ellenére átlövi Ivan koponyáját, noha a pap ebből a sérülésből is felépül.                                                                                           |
| Holger            | Nikolaj Lie Kaas     | Király Adrián    | Adam barátja a neonáci bandában, aki kézifegyvert és töltényeket csempész a közmunkáját töltő férfinak. Gyanús lesz neki a kissé megszállott viselkedést mutató cimborája, ezért titokban elkezdi megfigyelni őt, és a mobilja kamerájával folyamatosan rögzíti, mit csinál Adam a templom körül. |
| Nalle             | Peter Reichhardt     | Király Adrián    | Bűnöző férfi, akit közmunkára ítélnek, ugyancsak Ivan közösségébe. Hasonlóan elutasító és türelmetlen viselkedést mutat a furcsán optimista pappal szemben, mint a történet kezdetén Adam. |
| Arne              | Thomas Villum Jensen | Földi Tamás      | Bűnöző férfi, akit közmunkára ítélnek, ugyancsak Ivan közösségébe. Éppúgy elutasító és türelmetlen a furcsán optimista pappal szemben, mint a történet elején Adam. Feltűnik neki, hogy valami nincs rendben a pap szemével, azonban sem Ivan, sem Adam nem vesznek észre furcsaságot a pap arcán. |
| Jörgen            | Peter Lambert        | Földi Tamás      | Magas, erős testalkatú neonáci, aki láthatóan Esben, az új bandavezér erős embereként is szolgál. Kész rá, hogy megverje Khalidot pusztán a faji hovatartozása miatt, és arra is, hogy megüsse a volt bandavezér Adamot, amiért korábban az útjukba állt. |

### Magyar változat
A magyar változatot a Corner Film Kft. megbízásából az Active Kommunikációs Kft. készítette 2008-ban. Forgalmazója a Corner Film Kft. volt.
- Magyar szöveg: Horváth Csaba Gergely
- Hangmérnök: Másik Zoltán
- Rendezőasszisztens: Kemendi Balázs
- Vágó: Wünsch Attila
- Gyártásvezető: Kerekes Andrea
- Szinkronrendező: Földi Tamás
- Cím, stáblista felolvasása: Korbuly Péter

## Díjak
- Európai Filmakadémia (2006) – Közönségdíj a legjobb európai filmnek – jelölés
- Európai Filmakadémia (2005) – Legjobb forgatókönyvíró – jelölés: Anders Thomas Jensen